# Gaius Laecanius Bassus Caecina Paetus
Gaius Laecanius Bassus Caecina Paetus war ein römischer Politiker und Senator des 1. Jahrhunderts n. Chr.
Laecanius Bassus war Sohn des Aulus Caecina Paetus, Suffektkonsul im Jahr 37, der in die Verschwörung des Scribonianus verwickelt war und im Jahr 42 nach dem Vorbild seiner Gemahlin Arria (Paete, non dolet; „Paetus, es schmerzt nicht.“) Selbstmord beging. Laecanius Bassus wurde offensichtlich von Gaius Laecanius Bassus, Konsul im Jahr 64, adoptiert, dessen Familie in fünfter Generation große Ländereien auf der Insel Brioni und auf dem gegenüberliegenden istrischen Festland besaß. Der Adoptivvater, der offenbar keine leiblichen Nachkommen hatte, starb, wie Plinius der Ältere berichtet, kurz vor 78 an einer Infektion.
Laecanius Bassus, besaß – wohl von seinem leiblichen Vater her – Landbesitz in der Gegend von Minturnae, wo Inschriften gefunden wurden. Nach seinem Suffektkonsulat im Jahr 70 wurde er 74 curator riparum et alvei Tiberis (zuständig für die Instandhaltung von Ufer und Flussbett des Tiber) und zum Abschluss seiner Laufbahn 78/79 Prokonsul von Asia. Aus seiner Amtszeit stammt ein Brief, den er an einen Bürger Milets richtete und der in einer Abschrift erhalten geblieben ist. Darin sichert er diesem als Angehörigen einer Familie, die den Kabirenkult betreute, die traditionell mit dieser Aufgabe verbundenen Rechte zu. In Ephesos wurde er nach seiner Amtszeit für die Förderung der Errichtung eines Brunnenhauses geehrt.
Sein mutmaßlicher Sohn Gaius Laecanius Bassus Caecina Flaccus, tresvir monetalis (Angehöriger eines Dreimännerkollegiums zur Aufsicht über die Münzprägung), starb achtzehnjährig in Brundisium.